# Blautmyrskogen
Blautmyrskogen este o arie protejată (arie specială de conservare — SAC, sit de importanță comunitară — SCI) din Suedia întinsă pe o suprafață de 323,2 ha, integral pe uscat.

## Localizare
Centrul sitului Blautmyrskogen este situat la coordonatele 57°54′32″N 18°44′52″E / 57.909°N 18.7478°E.

## Înființare
Situl Blautmyrskogen a fost declarat sit de importanță comunitară în ianuarie 1998 pentru a proteja un număr necunoscut de specii din flora spontană și fauna sălbatică aflate în arealul zonei. Situl a fost protejat și ca arie specială de conservare în martie 2011.

## Biodiversitate
Situată în ecoregiunile boreală și marină baltică, aria protejată conține 12 habitate naturale: Pante stâncoase calcaroase cu vegetație casmofită, Păduri caducifoliate bătrâne naturale hemiboreale fino-scandinave (Quercus, Tilia, Acer, Fraxinus sau Ulmus) bogate în specii epifite, Mlaștini calcaroase cu Cladium mariscus și specii de Caricion davallianae, Alvar nordic și șisturi calcaroase precambriene, Pajiști cu Molinia pe soluri calcaroase, turboase sau argilos-nămoloase (Molinion caeruleae), Taiga vestică, Formațiuni de Juniperus communis pe lande sau pajiști calcaroase, Vegetație perenă pe țărmurile stâncoase, Mlaștini alcaline, Mlaștini împădurite, Pajiști uscate seminaturale și facies de acoperire cu tufișuri pe substraturi calcaroase (Festuco-Brometalia) (* situri importante pentru orhidee), Pășuni din zone de pădure fino-scandinave.
La baza desemnării sitului se află un număr nedeclarat de specii protejate.